# Sandy Point National Wildlife Refuge
Sandy Point National Wildlife Refuge is een strand en beschermd natuurgebied op het eiland Saint Croix in de Amerikaanse Maagdeneilanden. Het bevindt zich ten zuidwesten van de Frederiksted. Het strand wordt gebruikt door schildpadden om hun eieren te leggen. In 1992 werd Sandy Point een beschermd natuurgebied, en is beperkt toegankelijk.

## Overzicht
Sandy Point is een strand van ongeveer 3 km lengte en is het langste strand van het eiland. Het wordt gebruikt door leder-, soep- en karetschildpadden om hun eieren te leggen. In 1992 werd het strand en het schiereiland een beschermd natuurgebied. In 2021 werd Sandy Point bezocht door 94 leder-, 1.399 soep-, en 234 karetschildpadden.
Sandy Point is beperkt toegankelijk; het is op zaterdag en zondag te bezoeken, maar is in het broedseizoen van 1 april tot 1 september afgesloten. Er zijn geen voorzieningen op het strand, en de zee wordt snel diep.
Op het strand bevindt zich de Aklis site. De inheemse bevolking gebruikte de locatie als afvalhoop. Het bevat schelpen, potscherven, en menselijke skeletten. De site is gedateerd tussen de 200 en 300 n.Chr. De site wordt bedreigd door orkanen en de erosie van de kust.

## Trivia
De eindscene van The Shawshank Redemption was in Sandy Point opgenomen.

## Galerij

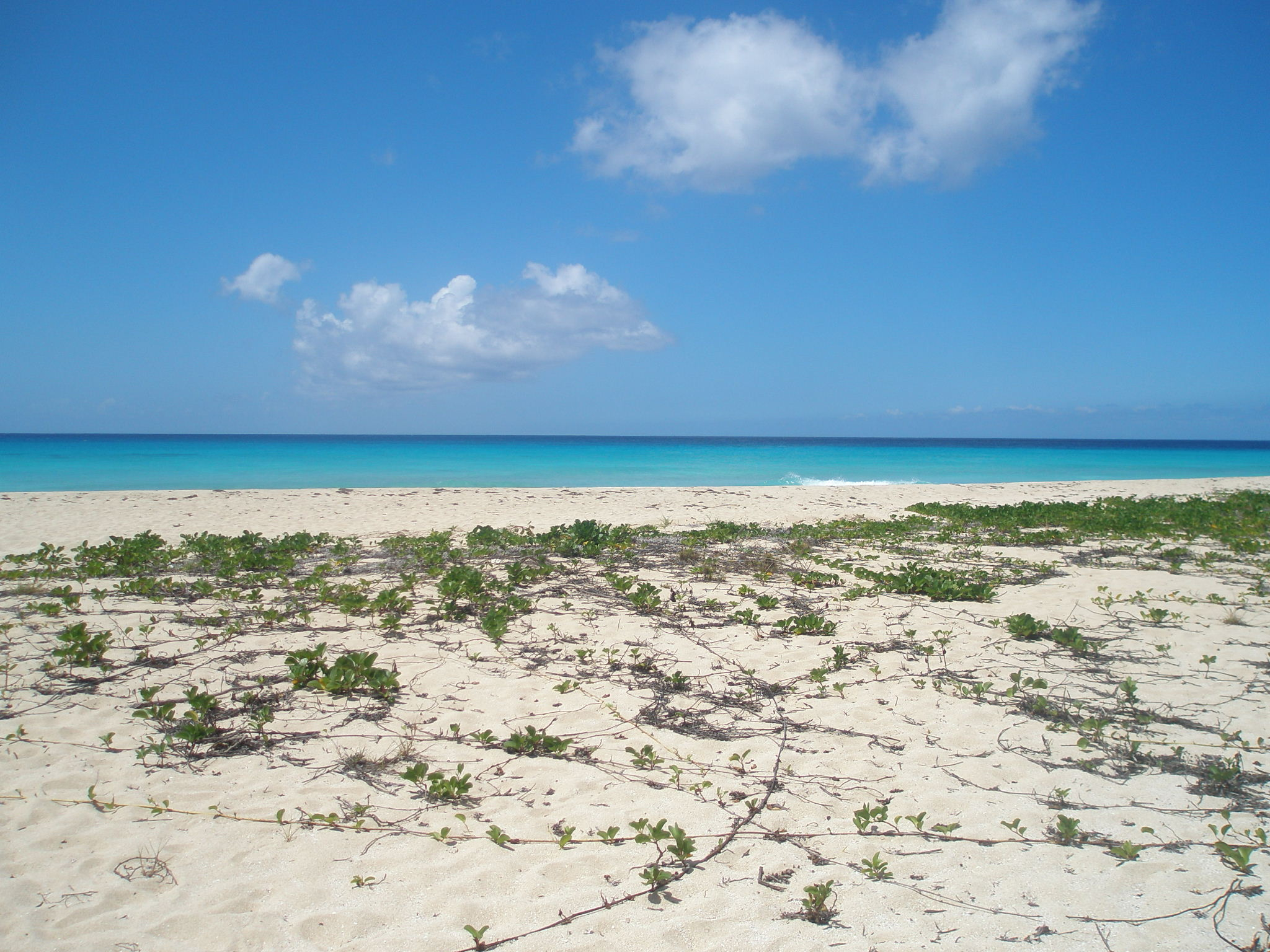
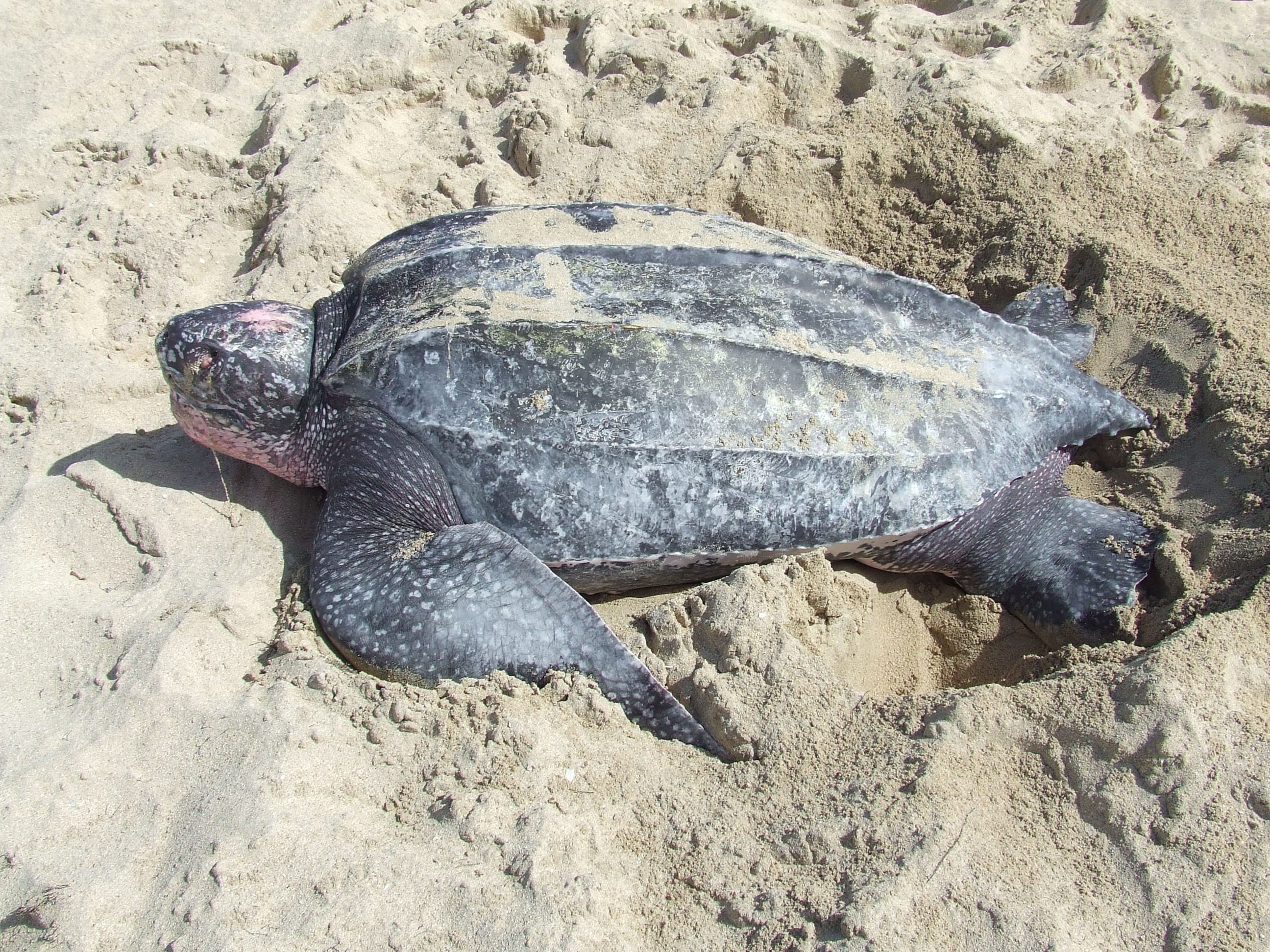
Lederschildpad

- Library of Congress Control Number: sh2003011617
- Nationale Bibliotheek van Israël: 987007537426405171
- Virtual International Authority File: 315530821

Buck Island · Magens Bay · Salt River Bay · Sandy Point · Virgin Islands National Park